# William Desmond Taylor

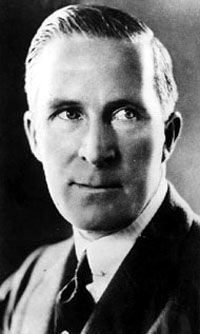
William Desmond Taylor

William Desmond Taylor (William Cunningham Deane-Tanner; * 26. April 1872 in Carlow, Irland; † 1. Februar 1922 in Los Angeles) war ein irisch-amerikanischer Filmregisseur und Schauspieler.

## Leben und Werk
Die Familie zog kurz nach Williams Geburt nach Dublin. Als Jugendlicher wollte er in die Fußstapfen seines Vaters, eines Offiziers der britischen Armee, treten. Als William jedoch den Aufnahmetest nicht bestand, sah er sich gezwungen die Familie zu verlassen und zog nach New York. Am 7. Dezember 1901 heiratete er dort Ethel May Harrison, die Tochter eines wohlhabenden New Yorker Börsenmaklers. Ihre gemeinsame Tochter Ethel Daisy wurde im Jahre 1903 geboren. Zu dieser Zeit arbeitete William Deane-Tanner in einem Antiquitätenladen. Am 23. Oktober 1908 verschwand Tanner plötzlich spurlos. Am nächsten Tag rief er im Antiquitätenladen an und verlangte 600 Dollar, die ihm per Kurier zugestellt wurden. Danach verlor sich seine Spur. Es gab jedoch Augenzeugen, die ihn in Colorado, Montana und Alaska gesehen haben wollten. Er schlug sich, nun unter dem Namen William Desmond Taylor, als Bergarbeiter durch. In dieser Zeit sammelte er als Laiendarsteller auch seine ersten schauspielerischen Erfahrungen. 1912 ließ sich Ethel von ihrem verschollenen Ehemann William scheiden.

### Karriere im Film
Im Dezember des gleichen Jahres erhielt Taylor eine erste Filmrolle in Thomas Harper Inces Film The Counterfeiter, im Jahr darauf war er in The Iconoclast zu sehen. Bald danach war er auch als Regisseur tätig. Ab 1917 konzentrierte sich Taylor ausschließlich auf die Regiearbeit und machte sich schnell einen Namen in Hollywood. Er drehte Filme mit Schauspielgrößen wie Dustin Farnum, George Beban, Kathlyn Williams und Constance Talmadge. Später war er Direktor der Lasky Studios.

### Tod
Am 1. Februar 1922 wurde William Desmond Taylor tot in seinem Bungalow in Los Angeles aufgefunden. Die Polizei ging von einem natürlichen Tod aus. Schnell wurde angenommen, Taylor sei an einer Magenblutung verstorben. Erst als der Leichnam abtransportiert werden sollte, wurde eine Blutlache unter dem Körper des Toten entdeckt und schließlich ein Einschussloch im Rücken. Der Mord an William Desmond Taylor blieb ungeklärt. Die Zeitungen mit dem Bericht über seinen Tod sollen in den USA mehr Exemplare verkauft haben als solche mit der Nachricht über den Eintritt in den Ersten Weltkrieg.

## Filmografie (Auswahl)
als Regisseur
- 1913: Mrs. Carter’s Campaign
- 1916: The American Beauty
- 1917: Tom Sawyer
- 1918: How Could You, Jean?
- 1919: Anne of Green Gables
- 1920: Huckleberry Finn
- 1920: Jenny Be Good
- 1921: Morals
- 1922: The Top of New York
- 1922: The Green Temptation

als Schauspieler
- 1913: Die Schlacht bei Gettysburg (The Battle of Gettysburg)
- 1913: The Iconoclast
- 1913: The Sins of the Father
- 1913: The Counterfeiter
- 1914: Master of the Mine
- 1915: An Eye for an Eye